# Western Wheel Works
Western Wheel Works war ein US-amerikanischer Hersteller von Fahrzeugen.

## Unternehmensgeschichte
Adolph Schoeninger gründete 1889 das Unternehmen als Nachfolgegesellschaft seiner Western Toy Company. Der Sitz war in Chicago in Illinois. Er stellte Fahrräder her. Zeitweise waren 1000 Mitarbeiter beschäftigt. 1891 fertigten sie 25.000 Fahrräder, vier Jahre später 57.000 und 1896 dann 70.000. 1900 kam es aufgrund fallender Nachfrage zur Insolvenz.

## Automobilbau
1900 begann die Produktion von Automobilen. Konstrukteur war Harry John Lawson. Finanziert wurde es von der American Bicycle Company. Die Crescent Organization war für den Vertrieb zuständig. Sowohl Western Wheel Works als auch Crescent gehörten nun zur American Bicycle Company. Der Markenname lautete Trimoto bzw. Tri-Moto. 1901 endete die Produktion. Da Western Wheel Works 1901 bereits aufgelöst war, ist anzunehmen, dass die American Bicycle Company die Produktion in dem Jahr in einem anderen ihrer Werke durchführen ließ.
Das einzige Modell war der Trimoto. Er war ein Dreirad mit vorderem Einzelrad. Ein luftgekühlter Ottomotor mit 2,25 PS Leistung war am Vorderrad montiert und trieb dieses an. Die Höchstgeschwindigkeit war mit 19 km/h angegeben. Der Neupreis betrug 425 US-Dollar.